# Ángel Acebes
Ángel Jesús Acebes Paniagua, (Pajares de Adaja; 3 de julho de 1958), político espanhol do Partido Popular. Ocupou diversos ministérios durante as legislaturas de José María Aznar.